# Israel Discount Bank

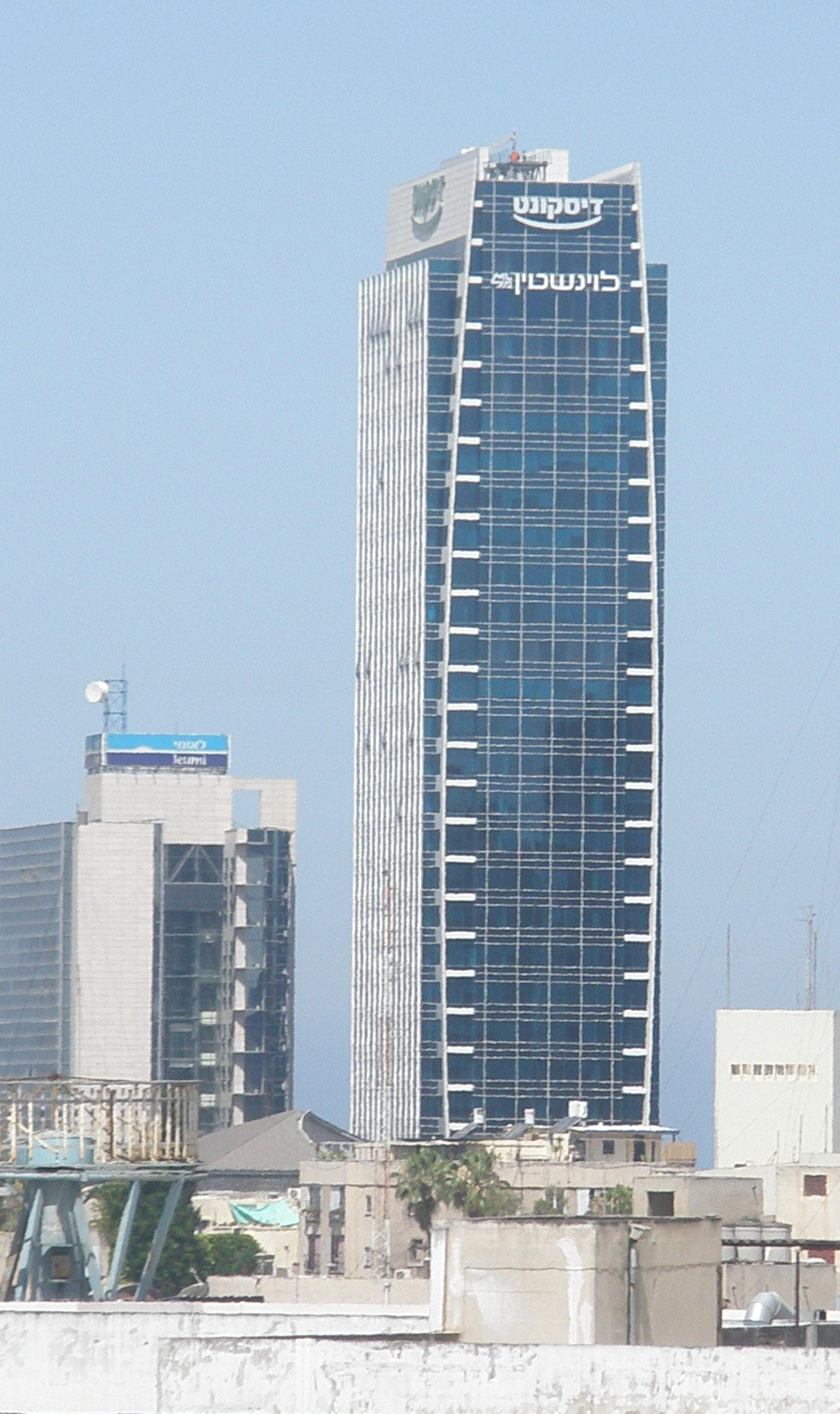
Hauptsitz von IDB in Tel Aviv

Israel Discount Bank Ltd. (IDB) ist ein israelisches Unternehmen mit Unternehmenssitz in Tel Aviv. Das Unternehmen ist im TA-100 Index an der Tel Aviv Stock Exchange gelistet.
IDB ist als Kreditinistut in Israel tätig. Rund 5.700 Mitarbeiter sind im Unternehmen beschäftigt (Stand: 2008). Gegründet wurde das Unternehmen 1935 in Tel Aviv unter der Firma Eretz Yisrael Discount Bank durch den nach Israel eingewanderten Griechen Leon Recanati. 1952 wurde die Firma des Unternehmens in Israel Discount Bank geändert. Gegenwärtig wird IDB von Joseph Bachar und Giora Offer geleitet. Tochterunternehmen sind die Mercantile Discount Bank, die Discount Mortgage Bank und die IDB Bank of New York.
Es gibt 112 Filialen.